# 電子回路

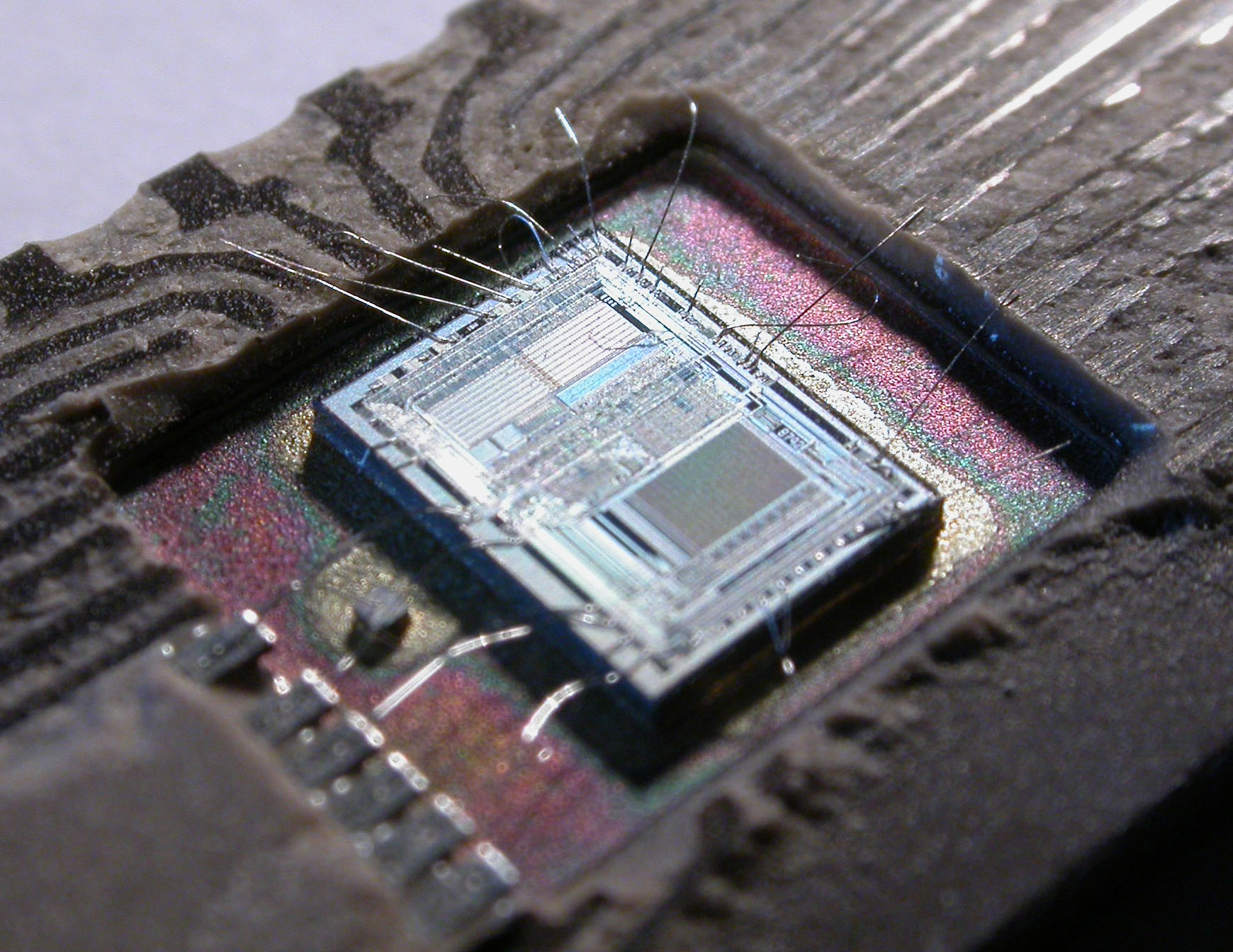
Intel 8742 のダイ。8ビットマイクロコントローラで、CPU、128バイトRAM、2048バイトEPROM、I/Oが1つのチップに集積されている。

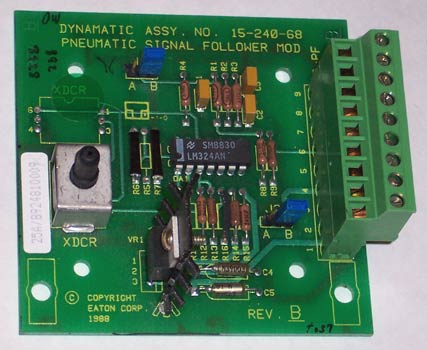
プリント基板を使った電子回路

電子回路（でんしかいろ、英語: electronic circuit）は、ダイオードやトランジスタなどの能動素子を構成要素に含む電気回路。

## 特徴
電子回路にはアナログ電子回路とデジタル電子回路がある。信号を増幅したり、計算したり、データを転送したりといったことができる。回路は個々の電子部品を電気伝導体のワイヤで相互接続することで構築できるが、近年では一般にプリント基板にフォトリソグラフィで配線を作り、そこにはんだで電子部品を固定することで回路を構築する。
集積回路では、ケイ素などの半導体でできた基板上に素子と配線を形成する。集積回路も電子回路の一種だが、この記事ではもっぱら集積回路は不可分な一個部品として扱う。集積回路の内部の電子回路については集積回路の記事を参照のこと。
プリント基板は試作には向いていないため、新規設計の評価にはブレッドボード、ユニバーサル基板などを一般に使用する。それらは開発途中で素早く回路に変更を加えることができる。
プリント基板が多用されるようになる以前は、ワイヤラッピング配線や、ラグ板などを利用した空中配線により、電子回路は作られていた。

## 種類
大きくアナログ回路・デジタル回路（論理回路）・アナログとデジタルの混合信号回路（アナログ-デジタル変換回路、デジタル-アナログ変換回路など）に分けられる。取り扱う周波数により、低周波回路・高周波回路という分け方をする場合もある。

### アナログ回路

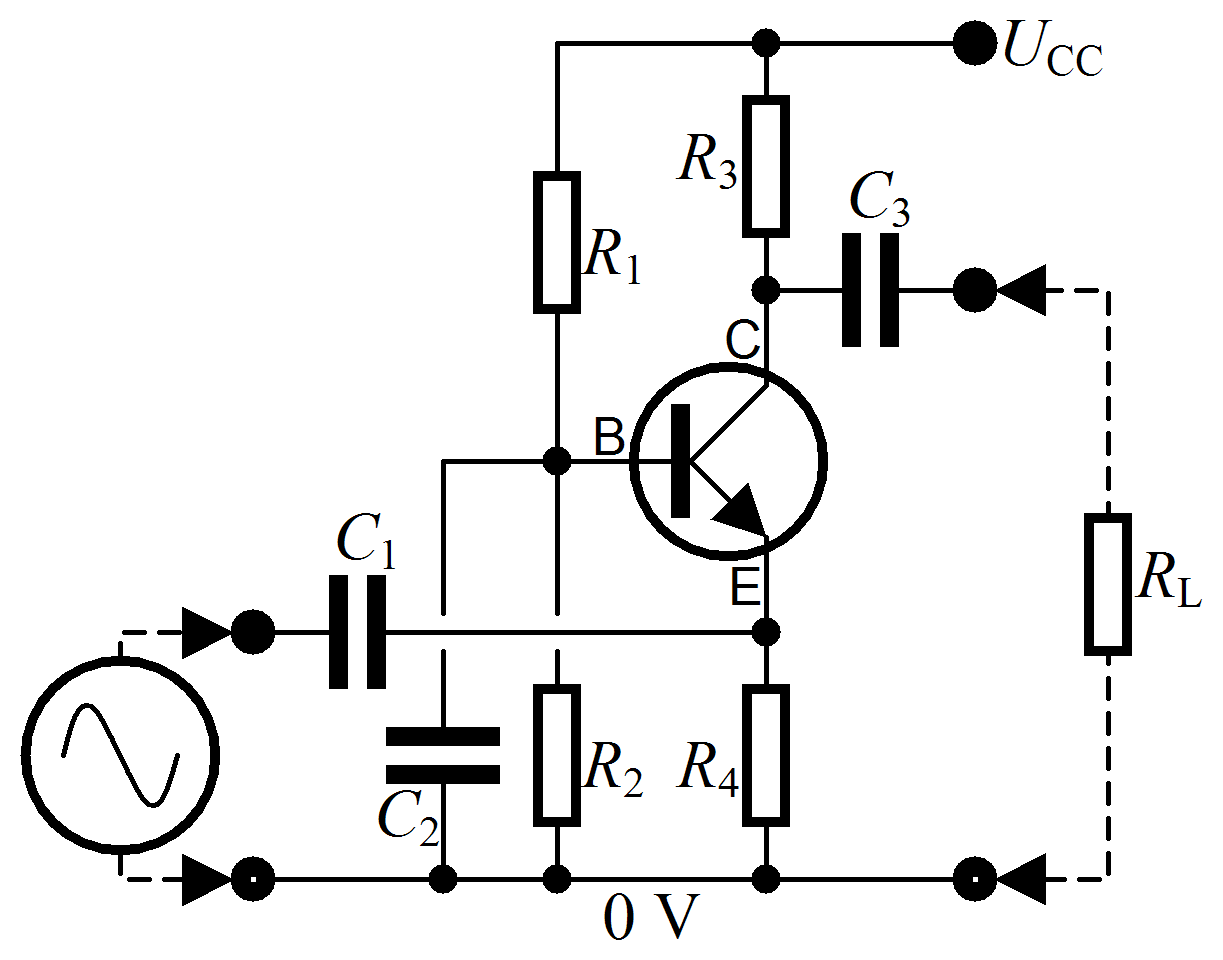
アナログ回路（増幅回路）の回路図

アナログ回路は、表現している情報に対応して電流または電圧が時と共に連続的に変化する電子回路である。アナログ回路の基本構成として直列回路と並列回路がある。直列回路では、同じ電流経路上に電子部品が並んでいる。例えば、クリスマスのイルミネーションで使用する電球が並んだ線がある。この場合、電球のどれか1つが切れると全部の電球が消える。並列回路では、それぞれの電子部品に同じ電圧がかかり、各部品の電気抵抗値に応じて電流が分配される。

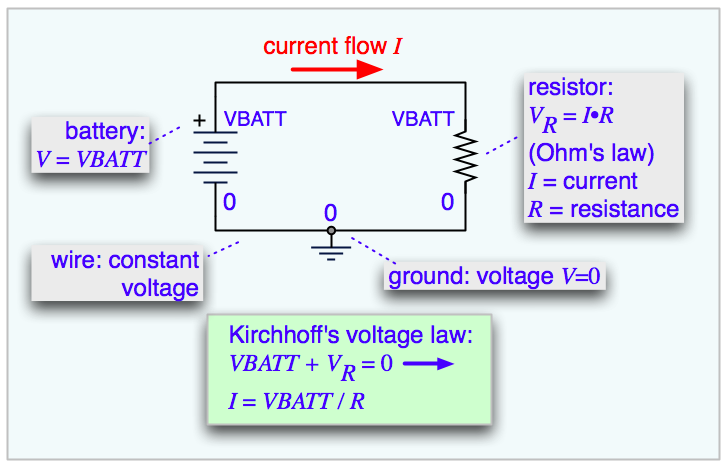
配線、抵抗器、電源の概念図

アナログ回路の基本構成部品として、配線、抵抗器、コンデンサ、コイル、ダイオード、トランジスタがある（最近では、メモリスタも基本素子の1つとして加わっている）。配線を直線で表し、各部品を記号で表した回路図で表現するのが一般的である。アナログ回路の解析にはキルヒホッフの法則を利用する。すなわち、ある節点（配線が交わる点）での全電流の総和は常に0であり、閉路を形成する配線上の電圧の総和は0になるというものである。配線は一般に電気抵抗がなく電圧がかからない理想的な電気伝導体とみなす。電気抵抗やリアクタンスを付与するには、明示的に抵抗器やコイルのような受動素子を追加する。トランジスタなどの能動素子は、制御された電流源または電圧源として扱われることが多い。例えば電界効果トランジスタはソース・ドレイン間の電流源としてモデル化でき、その電流はゲート・ソース間の電圧で制御される。
回路の大きさとその回路が扱う信号周波数の波長が近い場合、より洗練された手法を使用しなければならない。配線は伝送線路として扱われ、一定の特性インピーダンスを持つことが望ましい。始点と終点におけるインピーダンスから伝送される波と反射波が決定される。このような考慮は扱う周波数がGHz以上の場合に重要となる。集積回路は配線が短いため、10GHzぐらいまでは素子の集まりとして扱える。
代替となるモデルとして、基本電子ユニットとして独立電源と電磁誘導を採用することがある。この場合、二次電子部品として周波数に依存した負性抵抗、ジャイレータ、負性インピーダンス変換回路などを扱える。

### デジタル回路
デジタル回路では電気信号が離散値をとるものとし、それらが真理値や数値を表す。それらの値が処理すべき情報を表している。ほとんどの場合二値に符号化し、1つの電圧（一般に高い方の電圧）が二進数の '1' を表し、もう1つの電圧（一般に接地電位 0V）が二進数の '0' を表す。デジタル回路は論理素子を多用して論理回路を構成し、ブール論理の関数であるAND、OR、NOTやそれらの可能な組み合わせを実装する。ポジティブフィードバックを提供する形でトランジスタを相互接続するとラッチ回路やフリップフロップが構成でき、回路は2つ以上の準安定状態をとるようになり、外部からの入力が変化するまで1つの状態を保持し続ける。したがってデジタル回路は論理とメモリを提供でき、任意の計算機能を構成できる。フリップフロップを使ったメモリをSRAMと呼ぶ。よく使われているDRAMはコンデンサに電荷を蓄えるメモリである。
デジタル回路は個々の論理ゲートが信号を再生成しているため、減衰や利得やオフセット電圧などのアナログ設計で考慮すべきところを無視でき、同程度の複雑さ（部品数）ならアナログ回路よりも設計が容易である。結果として、単一のシリコンチップ上に多数の論理素子を集積した複雑なデジタル回路を低価格で大量生産できる。そのようなデジタル集積回路は、電卓、携帯電話、コンピュータなどの現代の電子機器で広く使われている。
デジタル回路はマイクロプロセッサなどの汎用計算チップやASICなどの特定用途向けの論理回路で使われている。工場出荷後に論理回路構成を変更できるFPGAなども広く使われている。

### 混合信号回路
混合信号回路またはハイブリッド回路は、アナログ回路の要素とデジタル回路の要素を同時に含んでいる。例えば、コンパレータ、マルチバイブレータ、位相同期回路 (PLL)、ADC（アナログ-デジタル変換回路）、DAC（デジタル-アナログ変換回路）などがある。最近の無線回路や通信回路は混合信号回路を使っている。例えば受信機では、アナログ回路で信号の増幅と周波数変換を行い、それをデジタルに変換した後はデジタル回路で処理を進める。

## 構成要素
- 配線部品
- 能動素子 :増幅・整流などの能動動作を行う素子。
  - 半導体素子（ダイオード、トランジスタ、サイリスタなど、集積回路）
  - 電子管
- センサ
- アクチュエータ
- 受動素子（部品。抵抗器、コイル、コンデンサなど）

## 雑音
- 抵抗の量子雑音
- 抵抗の熱雑音
- 白色雑音
- 有色雑音